# 范季隨
范季隨（?—?），字周士。宋朝淮陽人。
生卒年不詳。紹興二十二年（1152年）任建昌軍教授。曾学诗於韩驹，輯有《韓子蒼語錄》。著有《陵陽室中語》一卷，陵陽即韓駒，此书是范季随对韩驹论诗的记录。